# Герб Параїби
Герб Параїби — геральдична емблема та один з офіційних символів бразильського штату Параїба. Він був прийнятий під час каденції президента штату (сьогодні губернатора) Кастро Пінти (1912—1915).

## Геральдичний опис
Герб утворений чотирма кутами (три вгорі і один внизу). Вміщені зірки поважають адміністративний поділ штату. Угорі — більша п'ятипроменева зірка з колом у центрі. Усередині цього кола знаходиться фригійський ковпак, що означає «свобода». Посередині герба розміщено щит із зображенням чоловіка, який веде отару, що символізує сертани, та сонце на світанку, що символізує узбережжя. Праворуч від цього щита зображено гілку бавовни, а ліворуч — гілку цукрової тростини. У нижній частині герба розташований бант, який «тримає» гілки бавовни та цукрової тростини, а на її кінцях напис, що вказує на дату заснування Параїби: 5 серпня 1585 року.
Прапор штату Параїби має на передній частині даний герб.

## Попередні герби

### Колонія
Під час панування на Північному Сході країни Нідерландів в 1638 році уряд тодішнього графа Маурісіо де Нассау організував і надав герби капітанствам і палатам правосуддя. Капітанство Пернамбуку отримало такий герб:
Парахіба має шість шматків цукру, бо там виробляють чудовий ассуакар, або тому, що після завоювання її млинів нашим урядом вона почала процвітати.

Над щитом зображена копія корони, що натякає на голландський домен, і оточена вінком із квітів і апельсинових фруктів, що є явним посиланням на важливу політичну роль дому Оранж-Нассау в політичному житті Республіки семи об'єднаних провінцій Нідерландів.

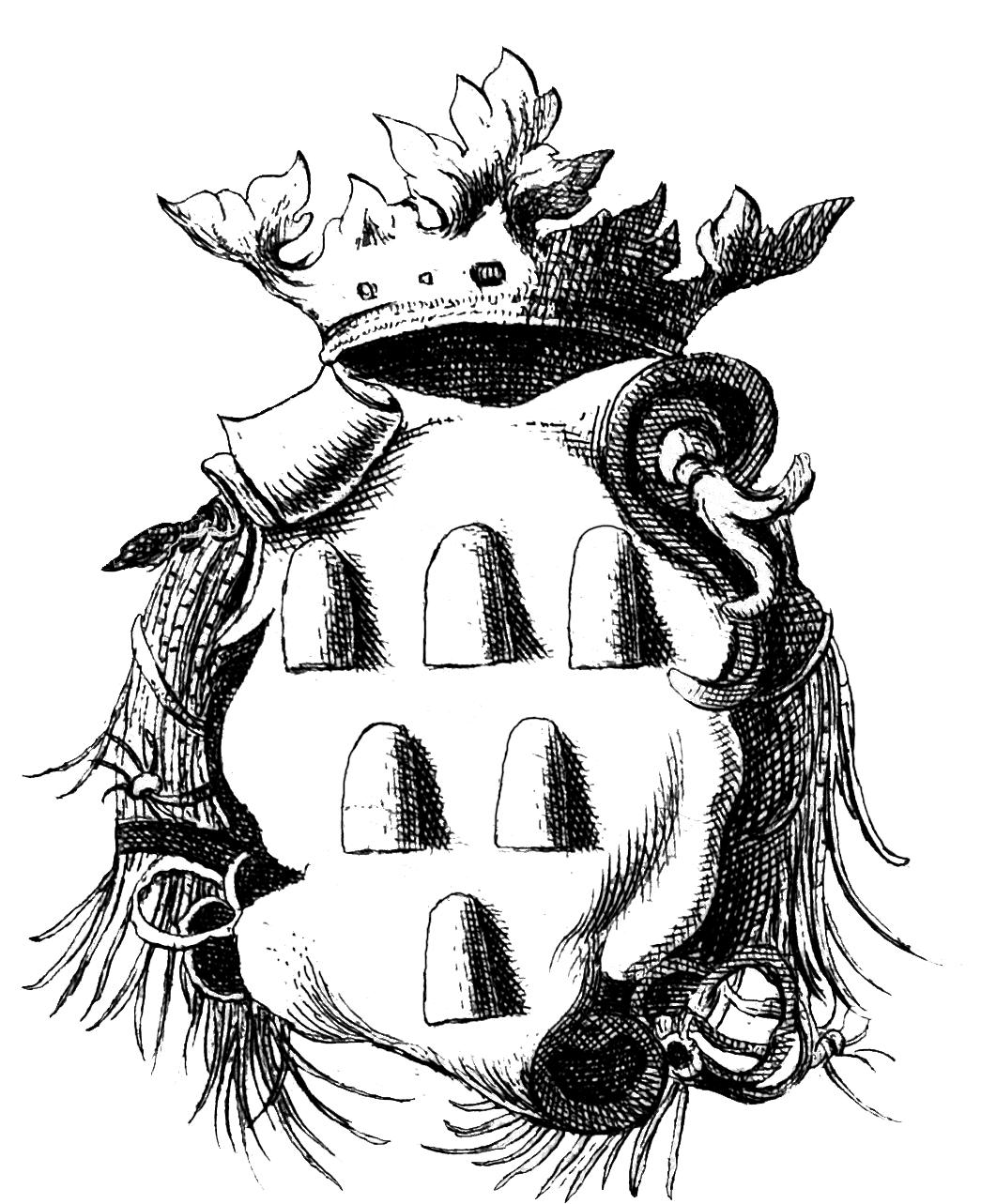
Герб капітанства Параіба, представлений у праці Гаспара Барлеу «Rerum per octennium in Brasilia».
Герб капітанства під час правління Нідерландів
Герб провінції Параїба під час голландського правління (XVII ст.) (реконструкція)
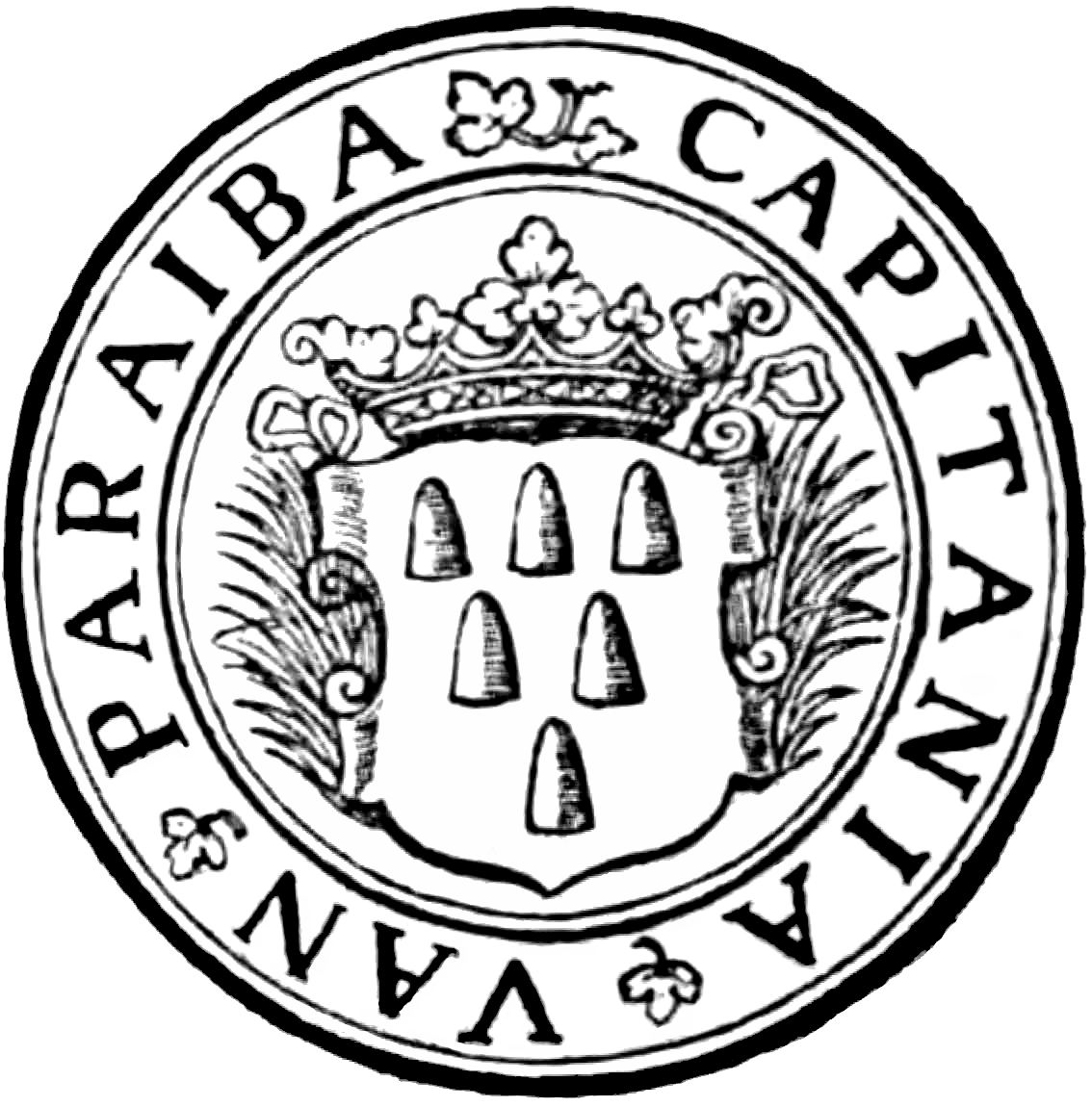
Печатка капітанства Параїби під час правління Нідерландів.

Визначити метали чи барвники гербів голландської Бразилії неможливо, оскільки гравюри не показують вказівок на емалі за допомогою пунктирних засобів або традиційного фону геральдики. У деяких примірниках принцепсового видання твору Гаспара Барлеу «Rerum per octennium in Brasilia» вони показують щити, пофарбовані аквареллю, але у довільний спосіб і, іноді, з грубим порушенням геральдичних правил. На примірнику цього твору, доступному в Національній бібліотеці Бразилії, герб Параїби зображено синім (блакитним) із золотими цукровими шматками.